# Campeonato da Europa de Atletismo de 2014 - 200 m feminino
A prova dos 200 metros feminino do Campeonato da Europa de Atletismo de 2014 foi disputada entre os dias 14 e 15 de agosto de 2014 no Estádio Letzigrund em Zurique,  na Suíça. 

## Recordes
Antes desta competição, os recordes mundiais e do campeonato nesta prova eram os seguintes:
|                       | Nome                       | Nacionalidade  | Tempo  | Local             | Data                                    |
| --------------------- | -------------------------- | -------------- | ------ | ----------------- | --------------------------------------- |
| Recorde mundial       | Florence Griffith Joyner   | Estados Unidos | 21s 34 | Seul              | 29 de setembro de 1988                  |
| Recorde do campeonato | Heike Drechsler            | Alemanha       | 21s 71 | Estugarda         | 29 de agosto de 1986                    |
| Recorde europeu       | Marita KochHeike Drechsler | Alemanha       | 21s 71 | Potsdam Estugarda | 21 de julho de 198429 de agosto de 1986 |

## Medalhistas
| Ouro                  | Prata                | Bronze               |
| Dafne Schippers (NED) | Jodie Williams (GBR) | Myriam Soumaré (FRA) |

## Cronograma
Todos os horários são locais (UTC+2).
| Data         | Hora  | Evento    |
| ------------ | ----- | --------- |
| 14 de agosto | 10:50 | Bateria   |
| 14 de agosto | 19:42 | Semifinal |
| 15 de agosto | 20:25 | Final     |

## Resultados

### Bateria
Qualificação: 4 atletas de cada bateria  (Q) mais os  4 melhores qualificados (q).
Vento:
Bateria 1: +0.1 m/s, Bateria  2: +0.1 m/s, Bateria  3: +0.1 m/s, Bateria  4: −0.4 m/s, Bateria  5: +0.1 m/s 
| Posição | Bateria | Raia | Atleta                | Nacionalidade | Tempo | Notas  |
| ------- | ------- | ---- | --------------------- | ------------- | ----- | ------ |
| 1       | 3       | 6    | Dafne Schippers       | Países Baixos | 22.63 | Q      |
| 2       | 5       | 3    | Dina Asher-Smith      | Grã-Bretanha  | 22.65 | Q,     |
| 3       | 2       | 7    | Jodie Williams        | Grã-Bretanha  | 22.78 | Q      |
| 4       | 5       | 6    | Myriam Soumaré        | França        | 22.87 | Q      |
| 5       | 2       | 6    | Mujinga Kambundji     | Suíça         | 22.95 | Q, NUR |
| 6       | 4       | 4    | Jamile Samuel         | Países Baixos | 23.00 | Q      |
| 7       | 5       | 7    | Hanna-Maari Latvala   | Finlândia     | 23.13 | Q,     |
| 8       | 4       | 7    | Léa Sprunger          | Suíça         | 23.15 | Q,     |
| 9       | 4       | 2    | Ivet Lalova           | Bulgária      | 23.17 | Q,     |
| 10      | 4       | 3    | Marzia Caravelli      | Itália        | 23.27 | Q,     |
| 11      | 2       | 5    | Nataliya Pohrebnyak   | Ucrânia       | 23.31 | Q      |
| 12      | 4       | 5    | Yekaterina Renzhina   | Rússia        | 23.33 | q      |
| 13      | 3       | 2    | Maria Belibasáki      | Grécia        | 23.34 | Q      |
| 14      | 5       | 4    | Kelly Proper          | Irlanda       | 23.37 | Q      |
| 15      | 2       | 3    | Irene Ekelund         | Suécia        | 23.38 | Q, =   |
| 15      | 1       | 2    | Bianca Williams       | Grã-Bretanha  | 23.38 | Q      |
| 17      | 3       | 5    | Inna Eftimova         | Bulgária      | 23.42 | Q      |
| 18      | 1       | 5    | Nataliya Strohova     | Ucrânia       | 23.47 | Q      |
| 19      | 1       | 7    | Irene Siragusa        | Itália        | 23.61 | Q      |
| =20     | 5       | 5    | Martina Amidei        | Itália        | 23.64 | q      |
| =20     | 3       | 8    | Andreea Ograzeanu     | Roménia       | 23.64 | Q      |
| 22      | 1       | 8    | Yekaterina Vukolova   | Rússia        | 23.69 | Q      |
| 23      | 5       | 8    | Ramona Papaioannou    | Chipre        | 23.70 | q      |
| 24      | 3       | 4    | Sabina Veit           | Eslovênia     | 23.72 | q      |
| 25      | 1       | 3    | Joëlle Golay          | Suíça         | 23.82 |        |
| 26      | 2       | 8    | Andriána Férra        | Grécia        | 23.88 |        |
| 27      | 4       | 6    | Carla Tavares         | Portugal      | 23.90 |        |
| 28      | 2       | 4    | Hafdís Sigurðardóttir | Islândia      | 23.93 | =      |
| 29      | 1       | 6    | Éva Kaptur            | Hungria       | 24.07 | =      |
| 30      | 3       | 7    | Elisabeth Slettum     | Noruega       | 24.09 |        |
| 31      | 2       | 2    | Kristina Žumer        | Eslovênia     | 24.24 |        |
| 32      | 1       | 4    | Lenka Kršáková        | Eslováquia    | 24.69 |        |
| 33      | 5       | 2    | Nimet Karakuş         | Turquia       | 25.31 |        |
| 34      | 4       | 8    | Diana Khubeseryan     | Armênia       | 25.74 |        |
| 35      | 3       | 3    | Jennifer Galais       | França        | DSQ   | R162.7 |

### Semifinal
Qualificação: 2 atletas de cada bateria  (Q) mais os  2 melhores qualificados (q). 
Vento:
Bateria 1: +0,3 m / s, Bateria 2: -0,6 m / s, Bateria 3: +0,3 m / s 
| Posição | Bateria | Raia | Atleta              | Nacionalidade | Tempo | Notas                |
| ------- | ------- | ---- | ------------------- | ------------- | ----- | -------------------- |
| 1       | 2       | 5    | Dafne Schippers     | Países Baixos | 22.38 | Q                    |
| 2       | 1       | 5    | Myriam Soumaré      | França        | 22.46 | Q,                   |
| 3       | 1       | 3    | Dina Asher-Smith    | Grã-Bretanha  | 22.61 | Q,                   |
| 4       | 3       | 5    | Jodie Williams      | Grã-Bretanha  | 22.80 | Q                    |
| 5       | 2       | 4    | Bianca Williams     | Grã-Bretanha  | 22.81 | Q                    |
| 6       | 2       | 6    | Mujinga Kambundji   | Suíça         | 22.84 | q, NUR               |
| 7       | 1       | 4    | Hanna-Maari Latvala | Finlândia     | 22.88 | q, =                 |
| 8       | 2       | 7    | Nataliya Pohrebnyak | Ucrânia       | 23.10 |                      |
| 9       | 1       | 6    | Léa Sprunger        | Suíça         | 23.12 | Recorde da temporada |
| 10      | 1       | 8    | Kelly Proper        | Irlanda       | 23.15 | Recorde pessoal      |
| 11      | 3       | 6    | Jamile Samuel       | Países Baixos | 23.18 | Q                    |
| 12      | 2       | 8    | Marzia Caravelli    | Itália        | 23.23 | Recorde da temporada |
| 13      | 3       | 7    | Irene Ekelund       | Suécia        | 23.26 | Recorde da temporada |
| 13      | 3       | 2    | Yekaterina Renzhina | Rússia        | 23.26 |                      |
| 15      | 1       | 7    | Inna Eftimova       | Bulgária      | 23.27 | Recorde da temporada |
| 16      | 2       | 3    | Ivet Lalova         | Bulgária      | 23.30 |                      |
| 17      | 3       | 4    | Nataliya Strohova   | Ucrânia       | 23.36 |                      |
| 18      | 3       | 3    | Maria Belibasáki    | Grécia        | 23.37 |                      |
| 18      | 1       | 2    | Yekaterina Vukolova | Rússia        | 23.37 |                      |
| 20      | 3       | 8    | Irene Siragusa      | Itália        | 23.50 |                      |
| 21      | 1       | 1    | Martina Amidei      | Itália        | 23.51 |                      |
| 22      | 2       | 2    | Sabina Veit         | Eslovênia     | 23.99 |                      |
| 23      | 3       | 1    | Ramona Papaioannou  | Chipre        | DNF   |                      |
| 24      | 2       | 1    | Andreea Ograzeanu   | Roménia       | DNS   |                      |

### Final

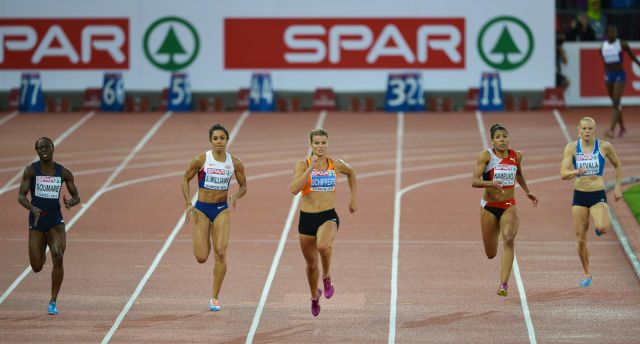
A final

Vento: -0,5 m / s 
| Posição           | Raia | Atleta              | Nacionalidade | Tempo | Notas            |
| ----------------- | ---- | ------------------- | ------------- | ----- | ---------------- |
| Medalha de ouro   | 3    | Dafne Schippers     | Países Baixos | 22.03 | ,                |
| Medalha de prata  | 4    | Jodie Williams      | Grã-Bretanha  | 22.46 | Recorde pessoal  |
| Medalha de bronze | 5    | Myriam Soumaré      | França        | 22.58 |                  |
| 4                 | 8    | Bianca Williams     | Grã-Bretanha  | 22.68 |                  |
| 5                 | 2    | Mujinga Kambundji   | Suíça         | 22.83 | Recorde nacional |
| 6                 | 7    | Jamile Samuel       | Países Baixos | 23.31 |                  |
| 7                 | 1    | Hanna-Maari Latvala | Finlândia     | 23.48 |                  |
| 8                 | 6    | Dina Asher-Smith    | Grã-Bretanha  | DNF   |                  |

Legenda
| Recorde mundial       | Recorde mundial (World record)               |                       | Recorde africano                      | Recorde africano (African) |                                           | Q | Classificado por posição (Qualified) |
| Recorde do campeonato | Recorde do campeonato (Championship record)  | Recorde da América    | Recorde da América (Americas)         | q                          | Classificado por melhor tempo (Qualified) |   |                                      |
| Melhor marca do ano   | Melhor marca do ano (World leading)          | Recorde asiático      | Recorde asiático (Asian)              | DNS                        | Não largou (Did not start)                |   |                                      |
| Recorde nacional      | Recorde nacional (National record)           | Recorde europeu       | Recorde europeu (European)            | DNF                        | Não terminou (Did not finish)             |   |                                      |
| Recorde pessoal       | Recorde pessoal do atleta (Personal best)    | Recorde da Oceania    | Recorde da Oceania (Oceania)          | DSQ / DQ                   | Desclassificado (Disqualified)            |   |                                      |
| Recorde da temporada  | Recorde da temporada do atleta (Season best) | Recorde sul-americano | Recorde sul-americano (South America) | NM                         | Sem marca (No mark)                       |   |                                      |